# Сао Франсиско (река)
Сао Франсиско (произнася се като Сау Франсиску) (на португалски: São Francisco) е река в източната част на Бразилия, протичаща през щатите Минас Жерайс, Баия, Пернамбуко, Алагоас и Сержипи, вливаща се в Атлантическия океан. Дължината ѝ е 2830 km (най-дългата река изцяло протичаща по територията на Бразилия, четвърта по дължина в страната и в Южна Америка). Площ на водосборния басейн – 641 000 km².

## Извор, течение, устие
Река Сао Франсиско води началото си на 1363 m н.в., от масива Сера да Канастра, разположен в централната част на Бразилското плато. В горното си течение (до устието на десния си приток Веляс) е типична планинска река, с бързеи и малки прагове, голям наклон и сравнително тясна долина. След това продължава да тече през Бразилското плато в северна посока, успоредно на брега на океана, в широка тектонска долина, но вече с бавно и спокойно течение. След устието на левия си приток Рио Гранди завива на североизток, а след град Кабробо рязко на изток-югоизток и запазва това направление до устието си. Преди излизането си в тясната Приатлантическа низина образува каскадата от прагове и водопади Пауло Афонсо. Влива се в Атлантическия океан, на границата между щатите Алагоас и Сержипи при малкото градче Пиасабусу (в щата Алагоас).

## Водосборен басейн, притоци, хидрология
На югозапад водосборният басейн на Сао Франсиско граничи с водосборния басейн на река Парана, на запад – с водосборния басейн на река Токантинс, на северозапад – с водосборния басейн на река Парнаиба, а на север и изток – с водосборните басейни на по-малки реки (Парагуасу, Контас, Жекитиньоня, Рио Доси и др.), вливащи се директно в Атлантическия океан.
Река Сао Франсиско получава 168 притока с дължина над 100 km, като най-големите са: леви – Индая (228 km), Борашуду, Абаете (270 km), Паракату (485 km), Урукуя (400 km), Кариняня (451 km), Коренти (120 km), Рио Гранди (580 km), Пиментейра, Гарсас, Сао Педро, Пажеу (353 km), Мошото (226 km), Ипанема; десни – Пара (365 km), Параопеба (510 km), Веляс (801 km, най-голям приток), Жекитаи, Рио Верди Гранди (557 km), Парамирин, Рио Верди, Жакаре, Салитри, Варжен.
Поради това, че голяма част от течението ѝ преминава през засушливи области Сао Франсиско има големи колебания на оттока си през годината. Нейното пълноводие е през лятото (декември – март), когато е сезонът на дъждовете и през този период тя силно повишава нивото си е залива големи участъци по своята долина в средното течение. През зимата и пролетта е нейното маловодие и множество от нейните притоци (в средното и долното течение) пресъхват. Среден годишен отток в средното течение (при град Бара, устието на река Рио Гранди) 2943 m³/s.

## Стопанско значение, селища
По течението на реката са изградени три големи язовира, с мощни ВЕЦ-ове в основата на преградните им стени: „Трес Мариас“ (1961 г., в горното течение), „Собрадиньо“ (в средното течение, при град Собрадиньо) и „Итапарика“ (в долното течение, при водопада Пауло Афонсо). В периода на дъждове е плавателна за плитко газещи речни съдове от устието на река Веляс (при град Пирапора, щата Минас Жерайс) до стената на язовира „Итапарика“ и от нея надолу до устието.
Районът през който минава реката е обширен и рядко заселен. Въпреки това близо до нея се намират поне осем населени места, някои от които са нараснали до средно големи градове благодарение на производството на плодове чрез напояване с вода от нея. По-големите градове по течението ѝ са: Пирапора, Бара, Жуазейру, Петролина, Пауло Афонсо, Проприя, Пенеду.